# Пайн, Уильям Генри
Уильям Генри Пайн (англ. William Henry Pyne; 21 апреля 1770, Лондон — 29 мая 1843) — английский художник, художественный критик и журналист, писавший также под псевдонимом Эфраим Хардкасл (англ. Ephraim Hardcastle).
Обучался в академии Генри Парса в Лондоне. Впервые принял участие в выставке в Королевской академии художеств в 1790 году.
Выставлялся как портретист, много работал в жанре карикатуры, получил известность как акварелист и в 1804 году стал одним из соучредителей лондонского Общества акварелистов. Наиболее известен сотрудничеством с издателем Рудольфом Аккерманом (начиная с 1803 года), в рамках которого сопровождал текстами многочисленные аккермановские иллюстрированные журналы и альбомы — в том числе первые два тома (из трёх) знаменитого сборника «Микрокосм». Публиковал в лондонской периодике (как Эфраим Хардкасл) нечто вроде сатирической светской хроники, собранной в итоге в двухтомное издание «Вино и орехи» (англ. Wine and Walnuts; 1823). Среди нарисованных самим Пайном изданий — подробный альбом «Костюм Великобритании» (англ. The Costume of Great Britain; 1808). Поздние проекты Пайна не были финансово успешны, и в 1830-е гг. он дважды оказывался в долговой тюрьме.
Работы Пайна находятся в Королевской коллекции и Британском музее. Его сын, Джордж Пайн (1800/01—1884), также был художником-акварелистом.